# Кизтоган
Кизтога́н (каз. Қызтоған) — село у складі Жуалинського району Жамбильської області Казахстану. Входить до складу Кошкаратинського сільського округу.
У радянські часи існувало три населені пункти — Кизтоган, Бургенди та Тесіктас.
Населення — 253 особи (2021; 275 у 2009, 249 у 1999, 190 у 1989).